# Aircraft Hydro-Forming Bushmaster 2000
Die Aircraft Hydro-Forming Bushmaster 2000 war ein Verkehrsflugzeug aus den 1960er Jahren, das ursprünglich von der Hayden Aircraft Corporation hergestellt wurde. Mit dem Modell wurde versucht, das Konzept der Ford Trimotor wiederzubeleben.

## Geschichte
William Bushnell Stout, der Konstrukteur der ersten Trimotor-Variante und sein Partner Robert Hayden schlugen vor, dieses robuste und zuverlässige Modell in modernisierter Form als Transportmittel für entlegene und anderweitig unzugängliche Gebiete wieder zu produzieren. Neben dem Einbau moderner Triebwerke sollte der Rumpf verbreitert werden, um die neuen Frachtcontainer aufnehmen zu können. Zur Produktion wurde am 15. Januar 1955 in Kalifornien die Hayden Aircraft Corporation ins Leben gerufen. Stout war der technische Direktor, die anderen Mitglieder eines Beratungsgremiums der Firma waren George Otto Noville und Gene May, ein früherer Testpilot bei Douglas.
Aufgrund des eng gesteckten finanziellen Rahmens des Unternehmens konnten viele der ursprünglich vorgesehenen Modifikationen nicht vorgenommen werden. Eine Bedarfserhebung in Alaska, Kanada und Australien erbrachte das Ergebnis, dass auf Grundlage der Produktion eines Prototyps und 99 Serienflugzeugen eine wirtschaftliche Herstellung möglich sei. Es dauerte jedoch 11 ½ Jahre von der Firmengründung bis zum Bau des ersten Bushmaster-Flugzeugs, das im August 1966 geflogen werden konnte. Noch 1966 war der Bau von ca. 1000 Maschinen geplant. Aufgrund finanzieller und anderer Probleme kam es aber nicht dazu.
Bis zum ersten Start des zweiten Exemplars 1985 dauerte es sogar 30 Jahre. Der Prototyp mit dem Kennzeichen N7501V gehört heute zum Bestand des Golden Wings Flying Museum in Minneapolis, das von Greg Herrick unterhalten wird. Die zweite Maschine mit dem Kennzeichen N750RW hatte eine Reihe verschiedener Eigentümer. Sie stürzte am 25. September 2004 beim Start zu einem Werkstattflug in Fullerton (Kalifornien) ab und musste abgeschrieben werden. Eine dritte Zelle wurde nie fertiggestellt und befindet sich in einem Trailerpark in Arizona.

## Bezeichnungen
Der erste Prototyp wurde 1966 als Stout Bushmaster bezeichnet, daraus wurde dann die Hayden Bushmaster 15-AT in Fortführung des originalen Systems, das bei Ford für die Trimotor verwendet wurde. Die letzte Bezeichnung war dort 14-A. Später wurde die Maschine umbenannt in Aircraft Hydroforming Bushmaster und erhielt am 8. Oktober 1988 die Musterzulassung No.A19WE.

## Technische Beschreibung
Das Grundkonzept der Ford Trimotor als dreimotoriger Schulterdecker mit festem Spornradfahrwerk wurde beibehalten. Jedoch wurden stärkere und leichtere Motoren sowie Verstellpropeller und eine ölhydraulische Fahrwerksdämpfung eingesetzt. Außerdem wurden die Sichtbedingungen im Cockpit verbessert, der Kabinenboden verstärkt sowie eine Frachttür eingefügt. Die Triebwerke wurden verkleidet.

## Technische Daten
| Kenngröße             | Daten                                                    |
| --------------------- | -------------------------------------------------------- |
| Besatzung             | 1–2                                                      |
| Passagiere            | 16–23                                                    |
| Länge                 | 15,10 m                                                  |
| Spannweite            | 23,72 m                                                  |
| Höhe                  | 4,20 m                                                   |
| Flügelfläche          | 83,60 m²                                                 |
| Flügelstreckung       | 6,7                                                      |
| max. Startmasse       | 5.640 kg                                                 |
| Höchstgeschwindigkeit | 210 km/h                                                 |
| Startstrecke auf 15 m | 250 m                                                    |
| Reichweite            | 1.100 km                                                 |
| Triebwerk             | 3 × Pratt & Whitney R-985-14 B HP mit je 330 kW (450 PS) |